# 單偉彪
單偉彪（英語：Zen Wei Peu，1952年8月16日—），香港上市公司惠記集團副主席兼行政總裁，利基控股有限公司主席，路勁基建執行董事；他同時是香港橋牌協會會長和橋牌選手，曾多次贏得香港橋牌公開賽冠軍。其胞兄為路勁基建董事局主席單偉豹。

## 簡歷
1965年起入讀九龍華仁書院。2018年8月，單偉彪代表中國香港參加2018年亞洲運動會橋牌比賽，與黎偉傑、麥國輝、溫兆裘、吳子翔和劉碧堅合作贏得男子團體賽銀牌。